# Польща на зимових Олімпійських іграх 1998
Польща на зимових Олімпійських іграх 1998 року, які проходили в японському місті Наґано, була представлена 39 спортсменами (24 чоловіками та 15 жінками) в 10 видах спорту.

## Спортсмени
| Вид спорту          | Чоловіки | Жінки | Всього |
| ------------------- | -------- | ----- | ------ |
| Гірськолижний спорт | 1        | 0     | 1      |
| Біатлон             | 4        | 5     | 9      |
| Бобслей             | 4        | 0     | 4      |
| Лижні перегони      | 1        | 5     | 6      |
| Фігурне катання     | 2        | 3     | 5      |
| Санний спорт        | 2        | 0     | 2      |
| Шорт-трек           | 1        | 0     | 1      |
| Стрибки з трампліну | 5        | 0     | 5      |
| Сноубординг         | 1        | 2     | 3      |
| Ковзанярський спорт | 3        | 0     | 3      |
| Всього              | 24       | 15    | 39     |

## Гірськолижний спорт
Чоловіки
| Спортсмен      | Дисципліна         | Спуск 1 | Спуск 2 | Загалом | Загалом |
| Спортсмен      | Дисципліна         | Час     | Час     | Час     | Місце   |
| -------------- | ------------------ | ------- | ------- | ------- | ------- |
| Анджей Бахледа | Швидкісний спуск   |         |         | 1:53.62 | 22      |
| Анджей Бахледа | Гігантський слалом | 1:24.17 | 1:22.07 | 2:46.24 | 24      |
| Анджей Бахледа | Слалом             | 57.45   | DNF     | DNF     | –       |

Комбінація (чоловіки)
| Спортсмен      | Слалом | Слалом | Швидкісний спуск | Загалом | Загалом |
| Спортсмен      | Час 1  | Час 2  | Час              | Час     | Місце   |
| -------------- | ------ | ------ | ---------------- | ------- | ------- |
| Анджей Бахледа | 49.02  | 45.47  | 1:37.04          | 3:11.53 | 5       |

## Біатлон
Чоловіки
| Дисципліна    | Спортсмен      | Пропуски | Час     | Місце |
| ------------- | -------------- | -------- | ------- | ----- |
| 10 км, спринт | Томаш Сікора   | 1        | 29:40.8 | 28    |
| 10 км, спринт | Веслав Жемянін | 1        | 29:34.4 | 26    |
| 10 км, спринт | Войцех Козуб   | 3        | 29:28.5 | 23    |

| Дисципліна | Спортсмен      | Час     | Пропуски | Відкоректований час | Місце |
| ---------- | -------------- | ------- | -------- | ------------------- | ----- |
| 20 км      | Веслав Жемянін | 58:39.9 | 4        | 1'02:39.9           | 47    |
| 20 км      | Томаш Сікора   | 57:39.9 | 5        | 1'02:39.9           | 47    |
| 20 км      | Войцех Козуб   | 56:41.1 | 4        | 1'00:41.1           | 30    |

Чоловіки 4 × 7.5 км
| Спортсмени                                          | Фінал    | Фінал     | Фінал |
| Спортсмени                                          | Промахів | Час       | Місце |
| --------------------------------------------------- | -------- | --------- | ----- |
| Веслав Жемянін Ян Жемянін Войцех Козуб Томаш Сікора | 0        | 1'24:09.8 | 5     |

Жінки
| Дисципліна    | Спортсменка         | Пропуски | Час     | Місце |
| ------------- | ------------------- | -------- | ------- | ----- |
| 7.5 km Sprint | Агата Сушка         | 3        | 25:45.1 | 45    |
| 7.5 km Sprint | Галина Новак-Гунька | 5        | 25:39.0 | 42    |
| 7.5 km Sprint | Ана Стера-Кустуш    | 2        | 23:53.1 | 6     |

| Дисципліна | Спортсменка      | Час     | Пропуски | Відкоректований час | Місце |
| ---------- | ---------------- | ------- | -------- | ------------------- | ----- |
| 15 km      | Галина Пітонь    | 56:45.0 | 6        | 1'02:45.0           | 51    |
| 15 km      | Агата Сушка      | 55:35.4 | 6        | 1'01:35.4           | 42    |
| 15 km      | Ана Стера-Кустуш | 55:56.0 | 2        | 57:56.0             | 17    |

Жінки 4 × 7.5 км
| Спортсмени                                                | Фінал    | Фінал     | Фінал |
| Спортсмени                                                | Промахів | Час       | Місце |
| --------------------------------------------------------- | -------- | --------- | ----- |
| Агата Сушка Галина Пітонь Івона Данілюк Анна Стера-Кустуш | 2        | 1'45:45.5 | 13    |

## Бобслей
| Сані  | Спортсмени                                         | Дисципліна | Спуск 1 | Спуск 1 | Спуск 2 | Спуск 2 | Спуск 3 | Спуск 3 | Результат | Результат |
| Сані  | Спортсмени                                         | Дисципліна | Час     | Місце   | Час     | Місце   | Час     | Місце   | Час       | Місце     |
| ----- | -------------------------------------------------- | ---------- | ------- | ------- | ------- | ------- | ------- | ------- | --------- | --------- |
| POL-1 | Томаш Жила Давід Купчик Кшиштоф Шенько Томаш Гатка | четвірки   | 54.71   | 22      | 54.45   | 21      | 54.63   | 19      | 2:43.79   | 22        |

## Лижні перегони
Чоловіки
| Дисципліна                  | Спортмен       | Спуск     | Спуск |
| Дисципліна                  | Спортмен       | Час       | Місце |
| --------------------------- | -------------- | --------- | ----- |
| 10 км класичним стилем      | Януш Кренжелок | 32:02.8   | 76    |
| гонка переслідування, 15 км | Януш Кренжелок | 47:13.3   | 53    |
| 50 км вільним стилем        | Януш Кренжелок | 2'19:04.4 | 40    |

Жінки
| Дисципліна             | Спортсмен                   | Спуск     | Спуск |
| Дисципліна             | Спортсмен                   | Час       | Місце |
| ---------------------- | --------------------------- | --------- | ----- |
| 5 км класичним стилем  | Дорота Квашни               | 20:03.1   | 61    |
| 5 км класичним стилем  | Катажина Генбала            | 19:58.8   | 60    |
| 5 км класичним стилем  | Бернадетта Боцек-Пйотровска | 19:17.3   | 39    |
| 5 км класичним стилем  | Малгожата Рухала            | 19:06.4   | 33    |
| 10 км вільним стилем   | Катажина Генбала            | 35:04.3   | 59    |
| 10 км вільним стилем   | Дорота Квашни               | 33:38.6   | 49    |
| 10 км вільним стилем   | Бернадетта Боцек-Пйотровска | 32:50.9   | 43    |
| 10 км вільним стилем   | Малгожата Рухала            | 32:15.2   | 35    |
| 15 км класичним стилем | Еліза Сурдика               | 55:37.5   | 58    |
| 15 км класичним стилем | Дорота Квашни               | 53:42.6   | 50    |
| 15 км класичним стилем | Бернадетта Боцек-Пйотровска | 51:40.7   | 33    |
| 30 км вільним стилем   | Дорота Квашни               | DNF       | –     |
| 30 км вільним стилем   | Бернадетта Боцек-Пйотровска | 1'32:37.6 | 33    |

Жінки 4 × 5 км
| Спортсмени                                                                  | Спуск   | Спуск |
| Спортсмени                                                                  | Час     | Місце |
| --------------------------------------------------------------------------- | ------- | ----- |
| Катерина Генбала Малгожата Рухала Дорота Квашни Бернадетта Боцек-Пйотровска | 59:56.7 | 13    |

## Фігурне катання
Жінки
| Спортсмен   | SP | FS | TFP  | Місце |
| ----------- | -- | -- | ---- | ----- |
| Анна Рехньо | 13 | 20 | 26.5 | 19    |

Пари
| Спортсмени                   | SP | FS | TFP  | Місце |
| ---------------------------- | -- | -- | ---- | ----- |
| Дорота Загорска Маріуш Шудек | 10 | 11 | 16.0 | 10    |

Танці на льоду
| Спортсмени                            | CD1 | CD2 | OD | FD | TFP  | Місце |
| ------------------------------------- | --- | --- | -- | -- | ---- | ----- |
| Сильвія Новак Себастьян Коласіньський | 12  | 12  | 11 | 12 | 23.4 | 12    |

## Санний спорт
Двійки (чоловіки)
| Спортсмени                     | Спуск 1 | Спуск 1 | Спуск 2 | Спуск 2 | Загалом  | Загалом |
| Спортсмени                     | Час     | Місце   | Час     | Місце   | Час      | Місце   |
| ------------------------------ | ------- | ------- | ------- | ------- | -------- | ------- |
| Пйотр Орловський Роберт Мешала | 52.062  | 15      | 51.445  | 13      | 1:43.507 | 15      |

## Шорт-трек
Чоловіки
| Спортсмен    | Дисципліна | Перше коло | Перше коло | Чвертьфінал | Чвертьфінал | Півфінал   | Півфінал   | Фінал      | Фінал      |
| Спортсмен    | Дисципліна | Час        | Місце      | Час         | Місце       | Час        | Місце      | Час        | Місце      |
| ------------ | ---------- | ---------- | ---------- | ----------- | ----------- | ---------- | ---------- | ---------- | ---------- |
| Мацей Причек | 500 м      | 46.652     | 3          | Не пройшов  | Не пройшов  | Не пройшов | Не пройшов | Не пройшов | Не пройшов |
| Мацей Причек | 1000 м     | 1:33.555   | 4          | Не пройшов  | Не пройшов  | Не пройшов | Не пройшов | Не пройшов | Не пройшов |

## Стрибки з трампліну
| Спортсмен               | Дисципліна          | Стрибок 1 | Стрибок 1 | Стрибок 1 | Стрибок 2  | Стрибок 2  | Загалом    | Загалом    |
| Спортсмен               | Дисципліна          | Дистанція | Бали      | Місце     | Дистанція  | Бали       | Бали       | Місце      |
| ----------------------- | ------------------- | --------- | --------- | --------- | ---------- | ---------- | ---------- | ---------- |
| Христіан Длугопольський | Нормальний трамплін | 61.0      | 45.0      | 62        | Не пройшов | Не пройшов | Не пройшов | Не пройшов |
| Адам Малиш              | Нормальний трамплін | 69.5      | 70.5      | 51        | Не пройшов | Не пройшов | Не пройшов | Не пройшов |
| Войцех Скупень          | Нормальний трамплін | 76.0      | 85.0      | 32        | Не пройшов | Не пройшов | Не пройшов | Не пройшов |
| Роберт Матея            | Нормальний трамплін | 81.5      | 98.0      | 21 Q      | 82.0       | 99.5       | 197.5      | 21         |
| Адам Малиш              | Великий трамплін    | 97.0      | 71.1      | 52        | Не пройшов | Не пройшов | Не пройшов | Не пройшов |
| Лукаш Павел Кручек      | Великий трамплін    | 102.0     | 81.6      | 45        | Не пройшов | Не пройшов | Не пройшов | Не пройшов |
| Роберт Матея            | Великий трамплін    | 116.5     | 107.7     | 19 Q      | 118.0      | 111.9      | 219.6      | 20         |
| Войцех Скупень          | Великий трамплін    | 117.0     | 111.1     | 12 Q      | 125.5      | 126.4      | 237.5      | 11         |

Великий трамплін (командні)
| Athletes                                                  | Результат | Результат |
| Athletes                                                  | Бали      | Місце     |
| --------------------------------------------------------- | --------- | --------- |
| Адам Малиш Лукаш Павел Кручек Войцех Скупень Роберт Матея | 684.2     | 8         |

## Сноубординг
Гігантський слалом (чоловіки)
| Спортсмен      | Спуск 1 | Спуск 2 | Загалом | Загалом |
| Спортсмен      | Час     | Час     | Час     | Місце   |
| -------------- | ------- | ------- | ------- | ------- |
| Лукаш Старович | 1:03.50 | 1:08.81 | 2:12.31 | 19      |

Хафпайп (чоловіки)
| Спортсмен      | Кваліфікаційний раунд 1 | Кваліфікаційний раунд 1 | Кваліфікаційний раунд 2 | Кваліфікаційний раунд 2 | Фінал      | Фінал      |
| Спортсмен      | Бали                    | Місце                   | Бали                    | Місце                   | Бали       | Місце      |
| -------------- | ----------------------- | ----------------------- | ----------------------- | ----------------------- | ---------- | ---------- |
| Лукаш Старович | 27.2                    | 34                      | 26.5                    | 27                      | Не пройшов | Не пройшов |

Гігантський слалом (жінки)
| Спортсмен        | Спуск 1 | Спуск 2 | Загалом | Загалом |
| Спортсмен        | Час     | Час     | Час     | Місце   |
| ---------------- | ------- | ------- | ------- | ------- |
| Ягна Марчулайтіс | DNF     | –       | DNF     | –       |
| Малгожата Рошак  | 1:19.41 | 1:22.16 | 2:41.57 | 19      |

## Ковзанярський спорт
Чоловіки
| Дисципліна | Спортсмен        | Спуск 1 | Спуск 1 | Спуск 2 | Спуск 2 | Загалом | Загалом |
| Дисципліна | Спортсмен        | Час     | Місце   | Час     | Місце   | Час     | Місце   |
| ---------- | ---------------- | ------- | ------- | ------- | ------- | ------- | ------- |
| 500 м      | Томаш Швіст      | 36.86   | 28      | 36.68   | 25      | 73.54   | 26      |
| 500 м      | Павел Абраткевич | 36.76   | 24      | 36.51   | 20      | 73.27   | 22      |
| 1000 м     | Томаш Швіст      |         |         |         |         | 1:15.55 | 41      |
| 1000 м     | Павел Абраткевич |         |         |         |         | 1:12.80 | 26      |
| 1500 м     | Павел Зигмунт    |         |         |         |         | 1:53.73 | 34      |
| 5000 м     | Павел Зигмунт    |         |         |         |         | 6:45.59 | 18      |